# Brenda Milner
Brenda Milner, (nascuda el 15 de juliol de 1918 a Manchester, Regne Unit) és una neuropsicòloga canadenca que ha contribuït àmpliament a la recerca científica en diversos camps de la neuropsicologia clínica, de vegades referida com "la fundadora de la neuropsicologia". Milner és professora en el Department of Neurology and Neurosurgery a la Universitat McGill de Mont-real i professora de Psicologia en el Mont-real Neurological Institute. Ha rebut més de 20 doctorats honoris causa i segueix treballant als seus noranta anys. La seva recerca actual explora la interacció entre els hemisferis esquerre i dret del cervell. A Milner ha estat considerada com la fundadora de la neuropsicologia, i el seu treball ha estat clau en el desenvolupament d'aquesta disciplina. En 2014 va rebre el Kavli Prize in Neuroscience “pel descobriments de les xarxes cerebrals especialitzades en la memòria i cognició", al costat de John O'Keefe, i Marcus Raichle.

## Ressenya biogràfica
Brenda Langford (més tard cognomenada Milner per matrimoni) va néixer el 15 de juliol de 1918 a Manchester, Regne Unit. El seu pare era crític musical, periodista i professor, i la seva mare va estudiar cant. Encara que era filla de dos pares amb talent musical, Brenda Langford no es va interessar per la música.